# Liga dos Campeões da UEFA de 2001–02
A Liga dos Campeões da UEFA de 2001–02 foi a 47ª edição da história da competição, e a décima edição desde a renomeação para Liga dos Campeões da UEFA.

## Fases de qualificação

### Primeira fase de qualificação
| Equipe 1         | Total   | Equipe 2         | 1.º jogo | 2.º jogo |
| ---------------- | ------- | ---------------- | -------- | -------- |
| Araks Ararat     | 0-3     | Sheriff Tiraspol | 0-1      | 0-2      |
| Linfield         | 0-1     | Torpedo Kutaisi  | 0-0      | 0-1      |
| Bohemian         | 3-0     | Levadia Tallinn  | 3-0      | 0-0      |
| F91 Dudelange    | 2-6     | Skonto           | 1-6      | 1-0      |
| Levski Sofia     | 4-0     | Željezničar      | 4-0      | 0-0      |
| VB               | 0-5     | Slavia-Mozyr     | 0-0      | 0-5      |
| Valletta         | 0-5     | Haka             | 0-0      | 0-5      |
| Sloga Jugomagnat | (fc)1-1 | Kaunas           | 0-0      | 1-1      |
| KR               | 2-2(fc) | Vllaznia Shkodër | 2-1      | 0-1      |
| Barry Town       | 3-0     | Shamkir          | 2-0      | 1-0      |

### Segunda fase de qualificação
| Equipe 1             | Total   | Equipe 2         | 1.º jogo | 2.º jogo   |
| -------------------- | ------- | ---------------- | -------- | ---------- |
| Haka                 | 3-1     | Maccabi Haifa    | 0-1      | 3-0*       |
| Shakhtar Donetsk     | 4-2     | Lugano           | 3-0      | 1-2        |
| Omonia               | 2-3     | Estrela Vermelha | 1-1      | 1-2        |
| Ferencváros TC       | 0-0(p)  | Hajduk Split     | 0-0      | 0-0(pror.) |
| Porto                | 9-3     | Barry Town       | 8-0      | 1-3        |
| Maribor              | 1-6     | Rangers          | 0-3      | 1-3        |
| Galatasaray          | 6-1     | Vllaznia         | 2-0      | 4-1        |
| Slavia Mozyr         | 0-2     | Inter Bratislava | 0-1      | 0-1        |
| Anderlecht           | 6-1     | Sheriff Tiraspol | 4-0      | 2-1        |
| Torpedo Kutaisi      | 2-4     | Copenhagen       | 1-1      | 1-3        |
| Levski Sofia         | (fc)1-1 | Brann            | 0-0      | 1-1        |
| Skonto               | 1-3     | Wisła Kraków     | 1-2      | 0-1        |
| Bohemians            | 1-4     | Halmstad         | 1-2      | 0-2        |
| Estrela de Bucareste | 5-1     | Sloga Jugomagnat | 3-0      | 2-1        |

*A segunda partida terminou 4–0 para Maccaba Haifa mas foi mudado para 0–3 por ter escalado um jogador suspenso.

### Terceira fase de qualificação
| Equipe 1             | Total | Equipe 2          | 1.º jogo | 2.º jogo   |
| -------------------- | ----- | ----------------- | -------- | ---------- |
| Shakhtar Donetsk     | 1-5   | Borussia Dortmund | 0-2      | 1-3        |
| Lokomotiv Moscou     | 3-2   | Tirol Innsbruck   | 3-1      | 0-1        |
| Estrela de Bucareste | 3-5   | Dínamo de Kiev    | 2-4      | 1-1        |
| Haka                 | 1-9   | Liverpool         | 0-5      | 1-4        |
| Hajduk Split         | 1-2   | Mallorca          | 1-0      | 0-2(pror.) |
| Estrela Vermelha     | 0-3   | Bayer Leverkusen  | 0-0      | 0-3        |
| Wisła Kraków         | 3-5   | Barcelona         | 3-4      | 0-1        |
| Copenhagen           | 3-5   | Lazio             | 2-1      | 1-4        |
| Inter Bratislava     | 3-7   | Rosenborg         | 3-3      | 0-4        |
| Halmstad             | 3-4   | Anderlecht        | 2-3      | 1-1        |
| Slavia Praga         | 1-3   | Panathinaikos     | 1-2      | 0-1        |
| Galatasaray          | 3-2   | Levski Sofia      | 2-1      | 1-1        |
| Ajax                 | 2-3   | Celtic            | 1-3      | 1-0        |
| Porto                | 5-4   | Grasshopper       | 2-2      | 3-2        |
| Parma                | 1-2   | Lille             | 0-2      | 1-0        |
| Rangers              | 1-2   | Fenerbahçe        | 0-0      | 1-2        |

## Primeira fase de grupos
Os dezesseis vencedores da terceira fase de qualificação, os dez campeões dos países nas colocações 1-10 do coeficiente da UEFA, e os seis vice-colocados dos países nas colocações 1-6 foram divididos em oito grupos de quatro equipes. Os dois primeiros de cada grupo avançaram para segunda fase de grupos, e os terceiros colocados de cada grupo avançaram para terceira fase da Taça UEFA.
| Legenda                                                 |
| ------------------------------------------------------- |
| Equipes que progrediram à segunda fase de grupos        |
| Equipes que progrediram para terceira fase da Taça UEFA |
| Equipes eliminadas das competições europeias            |

### Grupo A
| Equipe           | J | V | E | D | GP | GC | SG | Pts |
| ---------------- | - | - | - | - | -- | -- | -- | --- |
| Real Madrid      | 6 | 4 | 1 | 1 | 13 | 5  | +8 | 13  |
| Roma             | 6 | 2 | 3 | 1 | 6  | 5  | +1 | 9   |
| Lokomotiv Moscou | 6 | 2 | 1 | 3 | 9  | 9  | 0  | 7   |
| Anderlecht       | 6 | 0 | 3 | 3 | 4  | 13 | -9 | 3   |

| 1ª rodada        |     |                  |
| Lokomotiv Moscou | 1–1 | Anderlecht       |
| Roma             | 1–2 | Real Madrid      |
| 2ª rodada        |     |                  |
| Anderlecht       | 0–0 | Roma             |
| Real Madrid      | 4–0 | Lokomotiv Moscou |
| 3ª rodada        |     |                  |
| Real Madrid      | 4–1 | Anderlecht       |
| Roma             | 2–1 | Lokomotiv Moscou |
| 4ª rodada        |     |                  |
| Anderlecht       | 0–2 | Real Madrid      |
| Lokomotiv Moscou | 0–1 | Roma             |
| 5ª rodada        |     |                  |
| Real Madrid      | 1–1 | Roma             |
| Anderlecht       | 1–5 | Lokomotiv Moscou |
| 6ª rodada        |     |                  |
| Lokomotiv Moscou | 2–0 | Real Madrid      |
| Roma             | 1–1 | Anderlecht       |

### Grupo B
| Equipe            | J | V | E | D | GP | GC | SG | Pts |
| ----------------- | - | - | - | - | -- | -- | -- | --- |
| Liverpool         | 6 | 3 | 3 | 0 | 7  | 3  | +4 | 12  |
| Boavista          | 6 | 2 | 2 | 2 | 8  | 7  | +1 | 8   |
| Borussia Dortmund | 6 | 2 | 2 | 2 | 6  | 7  | -1 | 8   |
| Dínamo de Kiev    | 6 | 1 | 1 | 4 | 5  | 9  | -4 | 4   |

| 1ª rodada         |     |                   |
| Dínamo de Kiev    | 2–2 | Borussia Dortmund |
| Liverpool         | 1–1 | Boavista          |
| 2ª rodada         |     |                   |
| Borussia Dortmund | 0–0 | Liverpool         |
| Boavista          | 3–1 | Dínamo de Kiev    |
| 3ª rodada         |     |                   |
| Boavista          | 2–1 | Borussia Dortmund |
| Liverpool         | 1–0 | Dínamo de Kiev    |
| 4ª rodada         |     |                   |
| Borussia Dortmund | 2–1 | Boavista          |
| Dínamo de Kiev    | 1–2 | Liverpool         |
| 5ª rodada         |     |                   |
| Boavista          | 1–1 | Liverpool         |
| Borussia Dortmund | 1–0 | Dínamo de Kiev    |
| 6ª rodada         |     |                   |
| Liverpool         | 2–0 | Borussia Dortmund |
| Dínamo de Kiev    | 1–0 | Boavista          |

### Grupo C
| Equipe        | J | V | E | D | GP | GC | SG | Pts |
| ------------- | - | - | - | - | -- | -- | -- | --- |
| Panathinaikos | 6 | 4 | 0 | 2 | 8  | 3  | +5 | 12  |
| Arsenal       | 6 | 3 | 0 | 3 | 9  | 9  | 0  | 9   |
| Mallorca      | 6 | 3 | 0 | 3 | 4  | 9  | -5 | 9   |
| Schalke 04    | 6 | 2 | 0 | 4 | 9  | 9  | 0  | 6   |

| 1ª rodada     |     |               |
| Schalke 04    | 0–2 | Panathinaikos |
| Mallorca      | 1–0 | Arsenal       |
| 2ª rodada     |     |               |
| Panathinaikos | 2–0 | Mallorca      |
| Arsenal       | 3–2 | Schalke 04    |
| 3ª rodada     |     |               |
| Panathinaikos | 1–0 | Arsenal       |
| Schalke 04    | 0–1 | Mallorca      |
| 4ª rodada     |     |               |
| Arsenal       | 2–1 | Panathinaikos |
| Mallorca      | 0–4 | Schalke 04    |
| 5ª rodada     |     |               |
| Panathinaikos | 2–0 | Schalke 04    |
| Arsenal       | 3–1 | Mallorca      |
| 6ª rodada     |     |               |
| Schalke 04    | 3–1 | Arsenal       |
| Mallorca      | 1–0 | Panathinaikos |

### Grupo D
| Equipe      | J | V | E | D | GP | GC | SG | Pts |
| ----------- | - | - | - | - | -- | -- | -- | --- |
| Nantes      | 6 | 3 | 2 | 1 | 8  | 3  | +5 | 11  |
| Galatasaray | 6 | 3 | 1 | 2 | 5  | 4  | +1 | 10  |
| PSV         | 6 | 2 | 1 | 3 | 6  | 9  | -3 | 7   |
| Lazio       | 6 | 2 | 0 | 4 | 4  | 7  | -3 | 6   |

| 1ª rodada   |     |             |
| Nantes      | 4–1 | PSV         |
| Galatasaray | 1–0 | Lazio       |
| 2ª rodada   |     |             |
| Lazio       | 1–3 | Nantes      |
| PSV         | 3–1 | Galatasaray |
| 3ª rodada   |     |             |
| PSV         | 1–0 | Lazio       |
| Nantes      | 0–1 | Galatasaray |
| 4ª rodada   |     |             |
| Lazio       | 2–1 | PSV         |
| Galatasaray | 0–0 | Nantes      |
| 5ª rodada   |     |             |
| PSV         | 0–0 | Nantes      |
| Lazio       | 1–0 | Galatasaray |
| 6ª rodada   |     |             |
| Nantes      | 1–0 | Lazio       |
| Galatasaray | 2–0 | PSV         |

### Grupo E
| Equipe    | J | V | E | D | GP | GC | SG | Pts |
| --------- | - | - | - | - | -- | -- | -- | --- |
| Juventus  | 6 | 3 | 2 | 1 | 11 | 8  | +3 | 11  |
| Porto     | 6 | 3 | 1 | 2 | 7  | 5  | +2 | 10  |
| Celtic    | 6 | 3 | 0 | 3 | 8  | 11 | -3 | 9   |
| Rosenborg | 6 | 1 | 1 | 4 | 4  | 6  | -2 | 4   |

| 1ª rodada |     |           |
| Rosenborg | 1–2 | Porto     |
| Juventus  | 3–2 | Celtic    |
| 2ª rodada |     |           |
| Rosenborg | 1–1 | Juventus  |
| Celtic    | 1–0 | Porto     |
| 3ª rodada |     |           |
| Celtic    | 1–0 | Rosenborg |
| Porto     | 0–0 | Juventus  |
| 4ª rodada |     |           |
| Porto     | 3–0 | Celtic    |
| Juventus  | 1–0 | Rosenborg |
| 5ª rodada |     |           |
| Rosenborg | 2–0 | Celtic    |
| Juventus  | 3–1 | Porto     |
| 6ª rodada |     |           |
| Porto     | 1–0 | Rosenborg |
| Celtic    | 4–3 | Juventus  |

### Grupo F
| Equipe           | J | V | E | D | GP | GC | SG | Pts |
| ---------------- | - | - | - | - | -- | -- | -- | --- |
| Barcelona        | 6 | 5 | 0 | 1 | 12 | 5  | +7 | 15  |
| Bayer Leverkusen | 6 | 4 | 0 | 2 | 10 | 9  | +1 | 12  |
| Lyon             | 6 | 3 | 0 | 3 | 10 | 9  | +1 | 9   |
| Fenerbahçe       | 6 | 0 | 0 | 6 | 3  | 12 | -9 | 0   |

| 1ª rodada        |     |                  |
| Lyon             | 0–1 | Bayer Leverkusen |
| Fenerbahçe       | 0–3 | Barcelona        |
| 2ª rodada        |     |                  |
| Fenerbahçe       | 0–1 | Lyon             |
| Bayer Leverkusen | 2–1 | Barcelona        |
| 3ª rodada        |     |                  |
| Barcelona        | 2–0 | Lyon             |
| Bayer Leverkusen | 2–1 | Fenerbahçe       |
| 4ª rodada        |     |                  |
| Barcelona        | 2–1 | Bayer Leverkusen |
| Lyon             | 3–1 | Fenerbahçe       |
| 5ª rodada        |     |                  |
| Fenerbahçe       | 1–2 | Bayer Leverkusen |
| Lyon             | 2–3 | Barcelona        |
| 6ª rodada        |     |                  |
| Barcelona        | 1–0 | Fenerbahçe       |
| Bayer Leverkusen | 2–4 | Lyon             |

### Grupo G
| Equipe              | J | V | E | D | GP | GC | SG | Pts |
| ------------------- | - | - | - | - | -- | -- | -- | --- |
| Manchester United   | 6 | 3 | 1 | 2 | 10 | 6  | +4 | 10  |
| Deportivo La Coruña | 6 | 2 | 4 | 0 | 10 | 8  | +2 | 10  |
| Lille               | 6 | 1 | 3 | 2 | 7  | 7  | 0  | 6   |
| Olympiacos          | 6 | 1 | 2 | 3 | 6  | 12 | -6 | 5   |

| 1ª rodada           |     |                     |
| Deportivo La Coruña | 2–2 | Olympiacos          |
| Manchester United   | 1–0 | Lille               |
| 2ª rodada           |     |                     |
| Deportivo La Coruña | 2–1 | Manchester United   |
| Lille               | 3–1 | Olympiacos          |
| 3ª rodada           |     |                     |
| Olympiacos          | 0–2 | Manchester United   |
| Lille               | 1–1 | Deportivo La Coruña |
| 4ª rodada           |     |                     |
| Olympiacos          | 2–1 | Lille               |
| Manchester United   | 2–3 | Deportivo La Coruña |
| 5ª rodada           |     |                     |
| Deportivo La Coruña | 1–1 | Lille               |
| Manchester United   | 3–0 | Olympiacos          |
| 6ª rodada           |     |                     |
| Olympiacos          | 1–1 | Deportivo La Coruña |
| Lille               | 1–1 | Manchester United   |

### Grupo H
| Equipe            | J | V | E | D | GP | GC | SG | Pts |
| ----------------- | - | - | - | - | -- | -- | -- | --- |
| Bayern de Munique | 6 | 4 | 2 | 0 | 14 | 5  | +9 | 14  |
| Sparta Praga      | 6 | 3 | 2 | 1 | 10 | 3  | +7 | 11  |
| Feyenoord         | 6 | 1 | 2 | 3 | 7  | 14 | -7 | 5   |
| Spartak Moscou    | 6 | 0 | 2 | 4 | 7  | 16 | -9 | 2   |

| 1ª rodada         |     |                   |
| Spartak Moscou    | 2–2 | Feyenoord         |
| Bayern de Munique | 0–0 | Sparta Praga      |
| 2ª rodada         |     |                   |
| Spartak Moscou    | 1–3 | Bayern de Munique |
| Sparta Praga      | 4–0 | Feyenoord         |
| 3ª rodada         |     |                   |
| Feyenoord         | 2–2 | Bayern de Munique |
| Sparta Praga      | 2–0 | Spartak Moscou    |
| 4ª rodada         |     |                   |
| Bayern de Munique | 5–1 | Spartak Moscou    |
| Feyenoord         | 0–2 | Sparta Praga      |
| 5ª rodada         |     |                   |
| Bayern de Munique | 3–1 | Feyenoord         |
| Spartak Moscou    | 2–2 | Sparta Praga      |
| 6ª rodada         |     |                   |
| Feyenoord         | 2–1 | Spartak Moscou    |
| Sparta Praga      | 0–1 | Bayern de Munique |

## Segunda fase de grupos
Os oito vencedores e os oito vice-colocados da primeira fase de grupos foram divididos em quatro grupos de quatro equipes, contendo dois vencedores e dois vice-colocados. Equipes do mesmo país ou do mesmo grupo da fase anterior não poderiam está no mesmo grupo. Os dois primeiros de cada grupo avançaram para as quartas de final
| Legenda                                      |
| -------------------------------------------- |
| Equipes que progrediram às quartas de final  |
| Equipes eliminadas das competições europeias |

### Grupo A
| Equipe            | J | V | E | D | GP | GC | SG  | Pts |
| ----------------- | - | - | - | - | -- | -- | --- | --- |
| Manchester United | 6 | 3 | 3 | 0 | 13 | 3  | +10 | 12  |
| Bayern de Munique | 6 | 3 | 3 | 0 | 5  | 2  | +3  | 12  |
| Boavista          | 6 | 1 | 2 | 3 | 2  | 8  | -6  | 5   |
| Nantes            | 6 | 0 | 2 | 4 | 4  | 11 | -7  | 2   |

| 1ª rodada         |     |                   |
| Bayern de Munique | 1–1 | Manchester United |
| Boavista          | 1–0 | Nantes            |
| 2ª rodada         |     |                   |
| Manchester United | 3–0 | Boavista          |
| Nantes            | 0–1 | Bayern de Munique |
| 3ª rodada         |     |                   |
| Boavista          | 0–0 | Bayern Munich     |
| Nantes            | 1–1 | Manchester United |
| 4ª rodada         |     |                   |
| Bayern de Munique | 1–0 | Boavista          |
| Manchester United | 5–1 | Nantes            |
| 5ª rodada         |     |                   |
| Manchester United | 0–0 | Bayern            |
| Nantes            | 1–1 | Boavista          |
| 6ª rodada         |     |                   |
| Boavista          | 0–3 | Manchester United |
| Bayern de Munique | 2–1 | Nantes            |

### Grupo B
| Equipe      | J | V | E | D | GP | GC | SG | Pts |
| ----------- | - | - | - | - | -- | -- | -- | --- |
| Barcelona   | 6 | 2 | 3 | 1 | 7  | 7  | 0  | 9   |
| Liverpool   | 6 | 1 | 4 | 1 | 4  | 4  | 0  | 7   |
| Roma        | 6 | 1 | 4 | 1 | 6  | 5  | +1 | 7   |
| Galatasaray | 6 | 0 | 5 | 1 | 5  | 6  | -1 | 5   |

| 1ª rodada   |     |             |
| Galatasaray | 1–1 | Roma        |
| Liverpool   | 1–3 | Barcelona   |
| 2ª rodada   |     |             |
| Roma        | 0–0 | Liverpool   |
| Barcelona   | 2–2 | Galatasaray |
| 3ª rodada   |     |             |
| Liverpool   | 0–0 | Galatasaray |
| Barcelona   | 1–1 | Roma        |
| 4ª rodada   |     |             |
| Galatasaray | 1–1 | Liverpool   |
| Roma        | 3–0 | Barcelona   |
| 5ª rodada   |     |             |
| Roma        | 1–1 | Galatasaray |
| Barcelona   | 0–0 | Liverpool   |
| 6ª rodada   |     |             |
| Liverpool   | 2–0 | Roma        |
| Galatasaray | 0–1 | Barcelona   |

### Grupo C
| Equipe        | J | V | E | D | GP | GC | SG | Pts |
| ------------- | - | - | - | - | -- | -- | -- | --- |
| Real Madrid   | 6 | 5 | 1 | 0 | 14 | 5  | +9 | 16  |
| Panathinaikos | 6 | 2 | 2 | 2 | 7  | 8  | -1 | 8   |
| Sparta Praga  | 6 | 2 | 0 | 4 | 6  | 10 | -4 | 6   |
| Porto         | 6 | 1 | 1 | 4 | 3  | 7  | -4 | 4   |

| 1ª rodada     |     |               |
| Panathinaikos | 0–0 | Porto         |
| Sparta Praga  | 2–3 | Real Madrid   |
| 2ª rodada     |     |               |
| Porto         | 0–1 | Sparta Praga  |
| Real Madrid   | 3–0 | Panathinaikos |
| 3ª rodada     |     |               |
| Sparta Praga  | 0–2 | Panathinaikos |
| Real Madrid   | 1–0 | Porto         |
| 4ª rodada     |     |               |
| Panathinaikos | 2–1 | Sparta Praga  |
| Porto         | 1–2 | Real Madrid   |
| 5ª rodada     |     |               |
| Porto         | 2–1 | Panathinaikos |
| Real Madrid   | 3–0 | Sparta Praga  |
| 6ª rodada     |     |               |
| Sparta Praga  | 2–0 | Porto         |
| Panathinaikos | 2–2 | Real Madrid   |

### Grupo D
| Equipe              | J | V | E | D | GP | GC | SG | Pts |
| ------------------- | - | - | - | - | -- | -- | -- | --- |
| Bayer Leverkusen    | 6 | 3 | 1 | 2 | 11 | 11 | 0  | 10  |
| Deportivo La Coruña | 6 | 3 | 1 | 2 | 7  | 6  | +1 | 10  |
| Arsenal             | 6 | 2 | 1 | 3 | 8  | 8  | 0  | 7   |
| Juventus            | 6 | 2 | 1 | 3 | 7  | 8  | -1 | 7   |

| 1ª rodada           |     |                     |  |
| Deportivo La Coruña | 2–0 | Arsenal             |  |
| Juventus            | 4–0 | Bayer Leverkusen    |  |
| 2ª rodada           |     |                     |  |
| Arsenal             | 3–1 | Juventus            |  |
| Bayer Leverkusen    | 3–0 | Deportivo La Coruña |  |
| 3ª rodada           |     |                     |  |
| Juventus            | 0–0 | Deportivo La Coruña |  |
| Bayer Leverkusen    | 1–1 | Arsenal             |  |
| 4ª rodada           |     |                     |  |
| Deportivo La Coruña | 2–0 | Juventus            |  |
| Arsenal             | 4–1 | Bayer Leverkusen    |  |
| 5ª rodada           |     |                     |  |
| Arsenal             | 0–2 | Deportivo La Coruña |  |
| Bayer Leverkusen    | 3–1 | Juventus            |  |
| 6ª rodada           |     |                     |  |
| Juventus            | 1–0 | Arsenal             |  |
| Deportivo La Coruña | 1–3 | Bayer Leverkusen    |  |

## Fase final

### Grupos
|  | Quartas de final    | Quartas de final      | Quartas de final | Quartas de final |   |                   | Semifinal | Semifinal | Semifinal | Semifinal |  |  | Final       | Final |
|  |                     |                       |                  |                  |   |                   |           |           |           |           |  |  |             |       |
|  | Panathinaikos       | 1                     | 1                | 2                |   |                   |           |           |           |           |  |  |             |       |
|  | Barcelona           | 0                     | 3                | 3                |   |                   |           |           |           |           |  |  |             |       |
|  | Barcelona           | 0                     | 3                | 3                |   | Barcelona         | 0         | 1         | 1         |           |  |  |             |       |
|  |                     |                       |                  |                  |   | Barcelona         | 0         | 1         | 1         |           |  |  |             |       |
|  |                     | Real Madrid           | 2                | 1                | 3 |                   |           |           |           |           |  |  |             |       |
|  | Bayern de Munique   | Real Madrid           | 2                | 1                | 3 | 2                 | 0         | 2         |           |           |  |  |             |       |
|  | Bayern de Munique   |                       |                  |                  |   | 2                 | 0         | 2         |           |           |  |  |             |       |
|  | Real Madrid         | 1                     | 2                | 3                |   |                   |           |           |           |           |  |  |             |       |
|  |                     |                       |                  |                  |   |                   |           |           |           |           |  |  | Real Madrid | 2     |
|  |                     |                       | Bayer Leverkusen | 1                |   |                   |           |           |           |           |  |  |             |       |
|  | Deportivo La Coruña | 0                     | 2                | 2                |   |                   |           |           |           |           |  |  |             |       |
|  | Manchester United   | 2                     | 3                | 5                |   |                   |           |           |           |           |  |  |             |       |
|  | Manchester United   | 2                     | 3                | 5                |   | Manchester United | 2         | 1         | 3         |           |  |  |             |       |
|  |                     |                       |                  |                  |   | Manchester United | 2         | 1         | 3         |           |  |  |             |       |
|  |                     | Bayer Leverkusen (gf) | 2                | 1                | 3 |                   |           |           |           |           |  |  |             |       |
|  | Liverpool           | Bayer Leverkusen (gf) | 2                | 1                | 3 | 1                 | 2         | 3         |           |           |  |  |             |       |
|  | Liverpool           |                       |                  |                  |   | 1                 | 2         | 3         |           |           |  |  |             |       |
|  | Bayer Leverkusen    | 0                     | 4                | 4                |   |                   |           |           |           |           |  |  |             |       |

### Quartas de final
| Equipe 1            | Total | Equipe 2          | 1.º jogo | 2.º jogo |
| ------------------- | ----- | ----------------- | -------- | -------- |
| Panathinaikos       | 2-3   | Barcelona         | 1-0      | 1-3      |
| Bayern Munich       | 2-3   | Real Madrid       | 2-1      | 0-2      |
| Deportivo La Coruña | 2-5   | Manchester United | 0-2      | 2-3      |
| Liverpool           | 3-4   | Bayer Leverkusen  | 1-0      | 2-4      |

#### Primeira rodada
Todos os horários da Europa Central (UTC+1)
| 2 de abril de 2002 | Deportivo La Coruña | 0 – 2 | Manchester United                | Riazor, Corunha                         |
| 20:45              |                     |       | Beckham 15' · van Nistelrooy 41' | Público: 35,400 Árbitro: Kyros Vassaras |

| 2 de abril de 2002 | Bayern de Munique           | 2 – 1 | Real Madrid | Munique, Munique                     |
| 20:45              | Effenberg 82' · Pizarro 88' |       | Geremi 11'  | Público: 60,000 Árbitro: Hugh Dallas |

| 3 de abril de 2002 | Panathinaikos      | 1 – 0 | Barcelona | Estádio Apostolos Nikolaidis, Atenas |
| 20:45              | Basinas 79' (pen.) |       |           | Público: 16,000 Árbitro: Terje Hauge |

| 3 de abril de 2002 | Liverpool  | 1 – 0 | Bayer Leverkusen | Anfield, Liverpool                    |
| 20:45              | Hyypiä 44' |       |                  | Público: 42,500 Árbitro: Anders Frisk |

#### Segunda rodada
Todos os horários da Europa Central (UTC+1)
| 9 de abril de 2002 | Barcelona                          | 3 – 1 | Panathinaikos      | Camp Nou, Barcelona                |
| 20:45              | Luis Enrique 23' 49' · Saviola 61' |       | M. Konstantinou 8' | Público: 89,200 Árbitro: Urs Meier |

| 9 de abril de 2002 | Bayer Leverkusen                           | 4 – 2 | Liverpool                 | BayArena, Leverkusen                        |
| 20:45              | Ballack 16' 64' · Berbatov 68' · Lúcio 84' |       | Xavier 42' · Litmanen 79' | Público: 22,500 Árbitro: Vítor Melo Pereira |

| 10 de abril de 2002 | Manchester United            | 3 – 2 | Deportivo La Coruña                | Old Trafford, Manchester             |
| 21:45               | Solskjær 23' 56' · Giggs 69' |       | Blanc 45' (o.g.) · Djalminha 90+1' | Público: 66,500 Árbitro: Markus Merk |

| 10 de abril de 2002 | Real Madrid             | 2 – 0 | Bayern de Munique | Santiago Bernabéu, Madrid                |
| 20:45               | Helguera 69' · Guti 85' |       |                   | Público: 75,300 Árbitro: Stefano Braschi |

### Semifinal
| Equipe 1          | Total   | Equipe 2         | 1.º jogo | 2.º jogo |
| ----------------- | ------- | ---------------- | -------- | -------- |
| Barcelona         | 1-3     | Real Madrid      | 0-2      | 1-1      |
| Manchester United | 3-3(fc) | Bayer Leverkusen | 2-2      | 1-1      |

#### Primeira rodada
Todos os horários da Europa Central (UTC+1)
| 23 de abril de 2002 | Barcelona | 0 – 2 | Real Madrid                  | Camp Nou, Barcelona                   |
| 20:45               |           |       | Zidane 55' · McManaman 90+2' | Público: 98,000 Árbitro: Anders Frisk |

| 24 de abril de 2002 | Manchester United                               | 2 – 2 | Bayer Leverkusen           | Old Trafford, Manchester                                            |
| 20:45               | Živković 29' (o.g.) · van Nistelrooy 67' (pen.) |       | Ballack 62' · Neuville 75' | Público: 66,500 Árbitro: Ľuboš Micheľ Predefinição:Country data SLK |

#### Segunda rodada
Todas as horários da Europa Central (UTC+1)
| 30 de abril de 2002 | Bayer Leverkusen | 1 – 1 | Manchester United | BayArena, Leverkusen                        |
| 20:45               | Neuville 45+2'   |       | Keane 28'         | Público: 22,500 Árbitro: Kim Milton Nielsen |

| 1 de maio de 2002 | Real Madrid | 1 – 1 | Barcelona           | Santiago Bernabéu, Madrid                  |
| 20:45             | Raúl 43'    |       | Helguera 49' (o.g.) | Público: 75,000 Árbitro: Pierluigi Collina |

### Final
| 15 de maio de 2002 | Bayer Leverkusen | 1–2      | Real Madrid          | Hampden Park, Glasgow              |
|                    | Lúcio 13'        | (Report) | Raúl 8' · Zidane 45' | Público: 52,000 Árbitro: Urs Meier |

| Liga dos Campeões da UEFA de 2001-02 |
| Espanha                              |
| ------------------------------------ |
| Real Madrid (9º título)              |